# Рейд на Киркенес и Петсамо
Рейд на Киркенес и Петсамо (англ. The raid on Kirkenes and Petsamo), также известный как Операция EF — операция морской авиации военно-морского флота Великобритании по оказанию помощи частям Красной армии в Заполярье, состоявшаяся 30 июля 1941. 
Несколько десятков бомбардировщиков флота Великобритании взлетели с бортов авианосцев «Викториес» и «Фьюриес» с целью нанести удар по грузовым судам Финляндии и Германии, чтобы продемонстрировать поддержку Советского Союза Великобританией. Налёт окончился неудачно: большая часть самолётов британских ВМС была сбита, хоть и сумела повредить и потопить несколько грузовых судов противника. Тем не менее, это была первая попытка оказания реальной военной помощи СССР со стороны Великобритании.

## Военно-оперативная ситуация
Регион Петсамо отошёл к Финляндии по итогам Тартуского мирного договора. В ходе Зимней войны СССР вернул себе частично Петсамо (часть Рыбачьего полуострова площадью в 321 км²). В 1941 году после вторжения Германии в СССР в войну вступила Финляндия и вернула под свой контроль Петсамо, превратив его в плацдарм для наступления на Мурманск. Киркенес, принадлежавший Норвегии, был оккупирован немцами.
С самого начала войны между Германией и СССР Великобритания, как обещал Черчилль, стала оказывать советскому государству посильную помощь, в первую очередь конвоями с оружием и припасами. Британцы также решили нанести удар силами авиации по немецким кораблям, так как имели опыт авианалёта на итальянский флот в Таранто и уничтожение линкора «Бисмарк».

## Ход операции
В состав сил помощи вошли следующие корабли:
- авианосцы «Викториес» и «Фьюриес»
- крейсеры «Девоншир» и «Саффолк»[3]
- эсминцы «Эскапад», «Эктив», «Энтони», «Ахатес», «Энтилоп» и «Интрепид»

23 июля 1941 года они покинули базу в Скапа-Флоу на Оркнейских островах и направились в сторону Сейдисфьордюра (Исландия)
. Спустя два дня корабли прибыли туда, дозаправились и направились в Норвегию. По пути «Ахатес» 25 июля столкнулся с миной и был отбуксирован домой при помощи «Энтони», а их места заняли «Инглфилд» и «Икарус». 
Силы, выделенные для операции, осуществляли также прикрытие минного заградителя «Эдвенчер», шедшего с грузом в Советский Союз. На борту «Эдвенчера» находились 200 морских мин, 1000 глубинных бомб, парашюты и специальные пиротехнические материалы.
По плану британцы должны были внезапно атаковать немцев, однако их маршрут проходил через Полярный круг, где в то время стоял полярный день, следовательно, эффект внезапности не имел шансов. Вскоре британские силы обнаружила немецкая авиация.
«Фьюриес» атаковал суда в гавани Петсамо близ Лиинахамари, подняв в воздух девять самолётов «Фэйри Альбакор» из 817-й эскадрильи, девять «Фэйри Суордфиш» из 812-й эскадрильи и шесть «Фэйри Фулмар» из 800-й эскадрильи. При подлёте было обнаружено, что в гавани не было кораблей, за исключением небольшого парохода, который удалось потопить. Порт был надёжно защищён силами немецкой ПВО: два самолёта были сбиты, а третий разбился в результате поломки двигателя.
Близ Киркенеса операция прошла менее удачно: силы люфтваффе были предупреждены о британской атаке и подняли в бой истребители Bf 109 и Bf 110. 
Против них «Викториес» отправил 12 «Альбакоров» из 827-й эскадрильи, 8 «Альбакоров» из 828-й эскадрильи и 9 «Фулмаров» из 809-й эскадрильи. «Фулмары» не могли добраться до эскадрилий «Альбакоров» из-за отсутствия истребителей сопровождения, поэтому «Альбакоры» вынуждены были перелетать через горы и фьорды, чтобы нанести удар. 
В гавани Киркенеса стояли только четыре грузовых судна, одно из которых удалось потопить торпедой, а второе повредить. Больше англичанам потопить не удалось, поскольку огонь ПВО был слишком плотным. Британские ВВС сумели сбить один Bf 109, два Bf 110s и один Ju 87, потеряв 11 «Альбакор» и два «Фулмара» сбитыми и восемь «Альбакоров» поврежденными. По немецким данным их потери составили один Bf 110 и один Ju 87.